# Megaselia semiferruginea
Megaselia semiferruginea är en tvåvingeart som beskrevs av Bridarolli 1940. Megaselia semiferruginea ingår i släktet Megaselia och familjen puckelflugor. Inga underarter finns listade i Catalogue of Life.